# XUL
XUL (XML User Interface Language) – wieloplatformowy język znaczników oparty na języku XML służący do opisu graficznego interfejsu użytkownika.
XUL nie jest standardem publicznym. Mimo to używa wielu istniejących standardów i technologii, takich jak: CSS, JavaScript, DTD oraz RDF, dzięki czemu jest prosty do nauki dla osób, które zajmują się programowaniem stron internetowych.

## Wprowadzenie
Interfejs XUL jest definiowany poprzez trzy składowe:
- Zawartość      (ang. content) –     dokumenty XUL, które określają model graficzny interfejsu użytkownika
- Skórki         (ang. skin) –   pliki arkuszy stylów CSS i pliki obrazków, które definiują wygląd aplikacji
- Pliki językowe (ang. locale) – dokumenty DTD, które definiują encje XML w celu łatwej lokalizacji oprogramowania.

## Wykorzystanie
XUL jest używany do opisu interfejsu m.in. w oprogramowaniu Mozilli, takim jak: Mozilla Application Suite, Thunderbird, Firefox (oraz innych przeglądarkach na nim bazujących), lecz istnieje także możliwość zastosowania go do tworzenia aplikacji sieciowych opartych na protokole HTTP.

## ElementyXUL
XUL definiuje szeroki zakres elementów, które należą do kilku następujących typów:
Elementy top-levelnp. window, page, dialog, wizard itd.
Widgetynp. label, button, textbox, listbox, combobox, radio button, checkbox, tree, menu, toolbar, groupbox, tabbox, color picker, spacer, splitter itd.
Model pudełkowynp. box, grid, stack, deck itd.
Zdarzenia i skryptynp. script, command, key, broadcaster, observer itd.
Źródła danychnp. szablony, reguły itd.
Innenp. overlay (nakładki), iframe, browser, editor itd.

### Przykładowy plikXUL
```
<?xml version="1.0"?>

<?xml-stylesheet href="chrome://global/skin" type="text/css" ?>

<window
 
id=
"helloworld-window"

        
title=
"Hello, world!"

        
flex=
"1"

        
align=
"center"

        
xmlns=
"http://www.mozilla.org/keymaster/gatekeeper/there.is.only.xul"
>

  
<description>

     
Hello,
 
world!

  
</description>

</window>

```